# Clathrina brasiliensis
Clathrina brasiliensis är en svampdjursart som beskrevs av Solé-Cava, Klautau, Boury-Esnault, Borojevic och Thorpe 1991. Clathrina brasiliensis ingår i släktet Clathrina och familjen Clathrinidae.
Artens utbredningsområde är havet utanför Brasilien. Inga underarter finns listade i Catalogue of Life.